# Кунгир-буга
«Кунгир-буга» (башк. «Ҡуңыр буға») — башкирський епос, пам'ятка усної народної творчості.

## Опис
«Кунгир-буга» вперше записаний й опублікований у 1865 Р. Г. Ігнатьєвим в «Оренбурзьких губернських відомостях» (№ 32, с. 218—219).
Інші варіанти епосу були записані М. А. Бурангуловим, К. Мергеном, Г. Салямом та іншими. У 1969 році Р. З. Шакуров записав версію цього твору від сесена-оповідача М. Мірхайдарова з села Аскарово.
Усього зафіксовано понад 10 варіантів епосу, записаних в Башкортостані, Самарській і Оренбурзькій областях. Вони зберігаються в Науковому архіві УНЦ РАН.
Твір «Кунгир-буга» включають у цикл башкирських переказів про тварин («Акхак-кола», «Караюрга»). В епосі описується стародавнє вірування башкирів про священну тварину, що приносить щастя і благополуччя.
У цій епічній оповіді за допомогою образу бика уособлюється конфлікт між господарями
і тваринами. Аналізуючи цей конфлікт, С. А. Галін приходить до висновку, що тут відображається сюжет боротьби між матріархальними, що відживають, і патріархальними відносинами, що зароджуються.

## Сюжет
За своїм змістом «Кунгир-буга» належить до епічних сказань про священних тварин. Епос побудований на поетичній оповіді подорожі його героїні Уральським хребтом у пошуках зниклого стада корів.
Героїня епосу виходить заміж і їде далеко від рідного дому, отримавши в придане буру корову. Через кілька років телята цієї корови на чолі з Кунгир-бугою (Ҡуңыр буға в перекладі з башкирської«бик бурої масті») залишають землі і прямують у бік південних відрогів Уральських гір. Героїня епосу йде слідом за ними, окликаючи їх піснею «Кунгир-буги» — піснею про величну природу Уралу і діяння башкирських батирів. Спів періодично переривається закличними звуками, зверненими до Кунгир-буга — «Ҡуңыр буға, һау-һау». Вони нагадують заклинання, з якими в давнину зверталися до міфічних покровителів стада. Незабаром тварини приводять дівчину до будинку батьків.
З ім'ям Кунгир-буги пов'язують появу однойменної назви дороги («Ҡуңыр буға дзиги» — «Дорога Кунгир-буги»), яка пролягає від півдня на північ по Уральських горах. Вважається, що в давнину ця дорога використовувалася для пересування військ у разі вторгнення ворогів
на башкирські землі.